# チェルィカウ
座標: 北緯53度34分00秒 東経31度22分00秒 / 北緯53.56667度 東経31.36667度
チェルィカウ（ベラルーシ語: Чэрыкаў）はベラルーシ・マヒリョウ州チェルィカウ地区(ru)の市である。また同地区の行政中心地である。
ソジ川に面し、クルィチャウから鉄道で32km、州都マヒリョウからは77kmの位置にある。人口は2017年の時点で8165人。

## 歴史
チェルィカウの史料上の初出は1460年である。リトアニア大公国期にはヴィテプスク県に属した。17世紀初頭に市に昇格し（それ以前は、1578年の段階でミャステチコであった）、1641年にヴワディスワフ4世よりマクデブルク法と市旗を与えられた。
1772年の第1次ポーランド分割によって帝政ロシア領となり、一時ミャステチコ（ロシア語ではメステチコ）に格下げされたものの、翌年には再度市となった。ムスチスラヴリ県(ru)、白ロシア県、モギリョフ県と短期間で上位区画が改編される中、チェリコフ郡(ru)（チェルィカウのロシア語名）の中心地の役割を担った。1781年に帝政ロシア政府より新たな市旗が与えられた。
ロシア革命の後は白ロシア・ソビエト社会主義共和国（現ベラルーシ共和国の前身）に属した。一時ロシア・ソビエト連邦社会主義共和国に編入されるも、1924年に再び白ロシア領となり、現在に至る。なお第二次世界大戦中の1941年7月17日から1943年10月1日まではナチス・ドイツ軍の占領下にあった。

## 人口
- 1649年：2000人[3]
- 1777年：906人[4]
- 1880年：3853人[5]
- 1910年：6198人[6]
- 1965年：5000人[7]
- 1991年：8300人
- 2002年：8600人[8]
- 2015年：8184人[9]
- 2017年：8165人[1]

## 出身者
- メール・バシン：革命家（ロシア革命）